# Robert G. Kaiser
Robert G. Kaiser es editor asociado y corresponsal de carrera del tradicional diario estadounidense The Washington Post, en el que ha estado trabajando desde 1963.

## Carrera
Nacido en Washington (DC) en 1943, Kaiser se graduó -con solo 21 años de edad- en la Universidad de Yale en 1964. Tres años después, obtuvo una maestría en economía en la prestigiosa London School of Economics, cita en la capital británica de Londres.
Kaiser comenzó a trabajar en The Washington Post durante una pasantía de verano, mientras aún estudiaba en la universidad. Prestó sus servicios como corresponsal especial en Londres entre 1964 y 1967 (mientras cursaba su posgrado en la LSE), regresó a las oficinas centrales del Post en la ciudad de Washington entre 1967 y 1969, fue corresponsal extranjero en Saigón (la antigua capital de Vietnam del Sur y actual Ciudad Ho Chi Minh) entre 1969 y 1970 y en Moscú (1971-1974), durante el régimen comunista de Leonid Brézhnev. Sobre esta última inesperada asignación comentaría posteriormente que “Por una casualidad tuve oportunidad de ver la nave espacial de Gagarin en la Feria Mundial en Japón (Era un turista en ese entonces y no tenía la menor idea de que 18 meses más tarde yo mismo estaría residiendo en la Unión Soviética)”
Con posterioridad regresó a Washington y trabajó como reportero durante 7 años, cubriendo noticias laborales y sindicales, la actividad del Senado estadounidense y la campaña política de fines de 1980 que llevaría al republicano Ronald Reagan a la Casa Blanca y el primer período presidencial de éste (1981-1985).
En 1982, Kaiser se convirtió en editor asociado del Post y en editor de Outlook (“Perspectiva”), una sección dominical del diario dedicada a los comentarios y opiniones sobre diversos hechos periodísticos. También tenía su propia columna allí.
Entre 1985 y 1990 fue el editor gerente asistente para las noticias nacionales estadounidenses. En el período 1990-91 fue subgerente editorial y entre 1991 y 1998 fue editor principal del periódico. En septiembre de 1998 comenzó a desempeñar actuales sus funciones periodísticas.
Los artículos de Kaiser han aparecido en el New York Review of Books, en las revistas Esquire y Foreign Affairs, así como también en varias otras publicaciones. También ha sido comentarista del programa All thing considered de la NPR (National Public Radio) estadounidense y ha aparecido en algunos conocidos programas televisivos como Meet the press y Today show.

## Vida personal
Está casado con Hannah Jopling, una antropóloga con al que tiene dos hijas, de nombres Charlotte y Emily respectivamente.

### Sobre la Unión Soviética
- Cold winter, Cold War (“Invierno frío, Guerra Fría”, 1974).
- Russia, The people and the power (“Rusia [la entonces Unión Soviética]: El pueblo y el poder”, 1976; traducido al castellano por “Cómo viven los rusos”, 1978).
- Russia from the inside (“Rusia [la URSS] desde adentro”, 1980), escrito en coautoría junto a Hannah Jopling Kaiser.
- Why Gorbachev happened (“Por qué trascendió Gorbachov”, 1991).

### Sobre la política y el periodismo estadounidenses
- Great American dreams (“Grandes sueños estadounidenses”, 1978), coescrito con Jon Lowell.
- The news about the news: American journalism in peril (“Las noticias acerca de las noticias: el periodismo estadounidense en peligro”, 2002), escrito junto a Leonard Downie, Jr. (hijo).
- So damn much money: The triumph of lobbying and the corrosion of American govermment (“Demasiado dinero: El triunfo del cabildeo [lobby] y la corrosión del gobierno estadounidense”, 2009).

## Premios
Sus despachos informativos desde el por entonces cerrado Moscú comunista como corresponsal del Washington Post le valieron el premio Overseas Press Club a la mejor cobertura extranjera en 1975.
Varios años después ganó el premio Goldsmith, otorgado por la prestigiosa Universidad de Harvard, al “mejor libro de 2002 sobre política y medios de noticias” por su ensayo The news about the news. Asimismo en 2003 obtuvo el premio National Press Club por la “mejor cobertura diplomática” de ese año.

## Nota y referencia
1. ↑  Russia: The people and the power (“Rusia: El pueblo y el poder”), 1976 (traducido al castellano como “Cómo viven los rusos”, Emecé Ediciones, Buenos Aires, 1978, página 320).